# L'Insurgé (film)
Pour les articles homonymes, voir Great White et L'Insurgé.
Pour plus de détails, voir Fiche technique et Distribution.
L'Insurgé (The Great White Hope) est un film américain réalisé par Martin Ritt, sorti en 1970.

## Synopsis
Aux États-Unis, l'histoire vraie de la vie sportive et sentimentale de Jack Johnson, un boxeur noir aux prises avec le racisme et ses lois déviantes au début du XXe siècle.

## Fiche technique
- Titre français : L'Insurgé
- Titre original : The Great White Hope
- Réalisation : Martin Ritt
- Scénario : Howard Sackler, d'après sa pièce The Great White Hope
- Photographie : Burnett Guffey
- Montage : William Reynolds
- Production : Lawrence Turman
- Société de production : Lawrence Turman
- Société de distribution : 20th Century Fox
- Pays de production :  États-Unis
- Langue : Anglais
- Format : Couleur - Mono - 35 mm - 2.39:1
- Genre : Drame et biopic
- Durée : 98 min
- Sortie : 
  - États-Unis : 11 octobre 1970 (New York), 16 octobre 1970 (national)
  - France : 21 avril 1971

## Distribution
- James Earl Jones (VF : Georges Aminel) : Jack Jefferson
- Jane Alexander (VF : Martine Sarcey) : Eleanor Backman
- Lou Gilbert (VF : Philippe Dumat) : Goldie
- Joel Fluellen (VF : Claude Joseph) : Tick
- Chester Morris (VF : Roland Ménard) : Pop Weaver
- Robert Webber (VF : Jean-Louis Maury) : Dixon
- George Ebeling (VF : Jacques Deschamps) : Fred
- Hal Holbrook : Al Cameron
- R. G. Armstrong (VF : Pierre Leproux) : Capitaine Dan
- Marlene Warfield : Clara
- Lloyd Gough : Smitty
- Larry Pennell (VF : Marc de Georgi) : Frank Brady
- Beah Richards (VF : Nathalie Nerval) : Mme Jefferson
- Roy Glenn (VF : Jean Berger) : Le pasteur
- Moses Gunn (VF : André Valmy) : Scipio
- Booth Colman (VF : Marc Cassot) : M. Coates
- Rodolfo Acosta (VF : Serge Lhorca) : El Jefe
- Marcel Dalio (VF : Michel Gudin) : Le promoteur français
- Bill Walker (VF : Gérard Ferrat) : Le diacre
- Rockne Tarkington (VF : Sady Rebbot) : Rudy
- Basil Dignam (VF : Michel Gudin) : Le fonctionnaire anglais

## Infos doublage
- Version française : S.N.D.
- Direction artistique : Jenny Gérard
- Dialogues de : Christian Dura
- Montage : Maurice Martin
- Ingénieurs du son : Pierre Davanture et Jean Rouat

## Distinctions

### Nominations
- Oscars :
  - Meilleur acteur pour James Earl Jones
  - Meilleure actrice dans un second rôle pour Jane Alexander

- Golden Globes :
  - Golden Globe de la révélation masculine de l'année pour James Earl Jones
  - Golden Globe de la révélation féminine de l'année pour Jane Alexander

- American Cinema Editors :
  - Meilleur montage pour William Reynolds

- Writers Guild of America Awards :
  - Meilleur scénario adapté pour Howard Sackler

### Récompense
- Golden Globes :
  - Meilleur acteur dans un film dramatique pour James Earl Jones